# حصن جبل العشة
حصن جبل العشة وهو حصن أثري يقع في الجهة الغربية من تربة ذبحان في قمة جبل العشة وتطل مشارف الحصن الشرقية على قرى السويقة وبني شيبة شرقاً، وعلى قرى دبع وبني شيبة الغربي، ويبعد الحصن عن مدينة تعز حوالي 74 كم وعن أقرب مركز بـ7كم جنوب غربي الرجاعية.

## استخدامه
استخدمه الأتراك كخط دفاعي أثناء دخولهم إلى المناطق الجنوبية من اليمن بحكم مرتفعاته المشرفة على منطقة السبت والصَّبيحة. وفي وسط الحصن يقع قبر ولي صالح اسمه «عبد الرحمن صالح البرعي» الذي قدم ملتجئاً من تهامة واستقر في قمة جبل العشة لأكثر من عام كما يوجد في الحصن كريف ماء طبيعي، ويشكل قبر هذا الولي الصالح مزاراً للعديد من أبناء دبع الداخل وبني شيبة وبني مسن والمقارمة.